# Jean-Baptiste-Michel Bucquet
Jean-Baptiste-Michel Bucquet (* 18. Februar 1746 in Paris; † 24. Januar 1780) war ein französischer Arzt und Chemiker.

## Leben
J.-B.-M. Bucquet war der Sohn eines Rechtsanwalts und sollte eigentlich die Kanzlei seines Vaters übernehmen, gab aber  bald sein Jurastudium zugunsten des Medizinstudiums auf.
Sein Vater war der Rechtsanwalt am Parlement de Paris Antoine-Joseph Bucquet und seine Mutter Marthe-Denyse Bucquet, geborene Marotin.
Im Jahre 1770 wurde ihm der Titel Docteur-Régent an der Fakultät für Medizin in Paris verliehen, dennoch war die Chemie in dieser Zeit zu seinem Hauptinteresse geworden. Seine Begeisterung für die Chemie war von der Überzeugung geprägt, dass sie der Schlüssel zur Naturgeschichte und der Medizin sei.
Von 1775 bis 1777 war J.-B.-M. Bucquet Professor für Pharmazie an der Medizinischen Fakultät und nach dem Tode von Augustin Roux (1726–1776) erhielt er einen Lehrstuhl für Chemie. J.-B.-M. Bucquet gab seinen ersten öffentlichen Chemie-Kurs im Jahre 1777. Zusätzlich zu diesen öffentlichen Vorlesungen hielt er Vorträge in privaten Labors, die er jedoch ab Herbst 1779 aus gesundheitlichen Gründen einstellen musste.
Zu verschiedenen Zeiten während seiner akademischen Laufbahn gab J.-B.-M. Bucquet Kurse in Botanik, Physiologie, Anatomie, Hygiene und Medizin.
Bucquets Doktorarbeiten, die in der Bibliothèque de l’Arsenal in Paris aufbewahrt werden:
- An digestio alimentorum, vera digestio chymica? vom Januar 1769
- An recèns nato, lac recèns enixae matris? vom März 1769
- An in febre malignâ balneum? vom Januar 1770
- An in partu difficili, sola manus instrumentum?  vom März 1770

Im Februar 1777 wurde J.-B.-M. Bucquet zum  Mitglied der Société Royale de Médecine gewählt.
Zu seinen Schülern gehört Antoine de Fourcroy, später ein enger Mitarbeiter von Lavoisier.

## Wissenschaftliche Leistungen
Unter den veröffentlichten Werken von J.-B.-M. Bucquet sind Darstellungen der Analyse von Mineralien und die Chemie der Gase. Er modifizierte David MacBrides (1726–1778) Apparat um "fixierte Luft" (Kohlendioxid, CO2) zu produzieren und zu untersuchen,  und zeigte, dass eine Reaktion mit Branntkalk (CaO) nur in wässriger Lösung stattfindet. Bucquets Arbeiten über die  Gase waren vermutlich von großem Nutzen für Antoine Laurent de Lavoisier (1743–1794) (siehe auch Phlogiston bzw. Phlogistontheorie). Zwischen Januar und September des Jahres 1777 arbeiteten Bucquet und Lavoisier an verschiedenen gemeinsamen Forschungsprojekten.
Zusätzlich zu den Memoiren veröffentlicht Bucquet Bücher über mineralische und pflanzliche Chemie.

## Werke
- J.-B.-M. Bucquet: Introduction à l’étude des corps naturels tirés du règne minéral. 2 vols. Paris 1771.
- J.-B.-M. Bucquet: Introduction à l’étude des corps naturels tirés du règne végétal. 2 vols. Paris 1773.
- J.-B.-M. Bucquet: Analyze de la zéolite..  de l’Imprimerie Royale, Paris 1780.
- J.-B.-M. Bucquet: Mémoire sur quelques circonstances qui accompagnent la décomposition du sel ammoniac par la chaux vive. de l’Imprimerie Royale, Paris 1780.
- J.-B.-M. Bucquet: Premier mémoire sur plusieurs combinaisons salines de l’arsenic.  de l’Imprimerie Royale, Paris 1780.
- J.-B.-M. Bucquet: Memoire sur la maniere dont les animaux sont affectes par les differents fluides aeriformes mephitiques. 1778.